# Olympia-Reitstadion

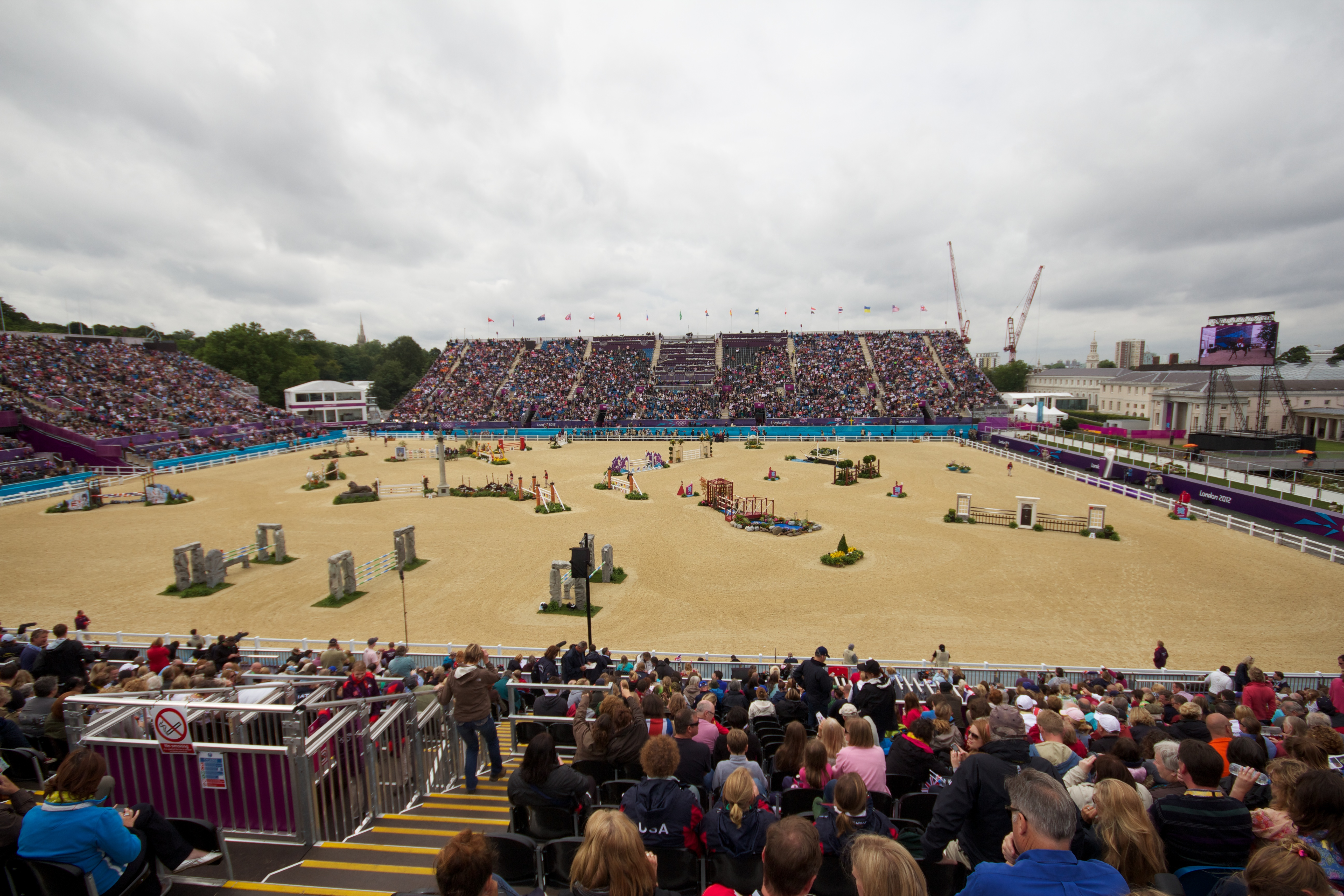
Temporäres Olympia-Reitstadion im Greenwich Park während der Olympischen Spiele 2012

Mit dem Begriff Olympia-Reitstadion bezeichnet man Stadien für Reitsportveranstaltungen, welche im Rahmen von Olympischen Sommerspielen stattfinden. Diese können dauerhaft sein (also für eine Nachnutzung vorgesehen) oder auch nur als temporäres Stadion erbaut werden, wie dies etwa beim Olympia-Reitstadion der Sommerspiele 2012 in London der Fall war.

## Stadien
Beispiele für Olympia-Reitstadien sind:
- Reitstadion Riem (Reitstadion Olympische Sommerspiele 1972)[1]
- Sydney International Equestrian Centre (SIEC, auch Horsly Park genannt) (Reitstadion Olympischen Sommerspiele 2000)
- Markopoulo Olympic Equestrian Centre (Reitstadion Olympische Sommerspiele 2004)
- Centro Nacional de Hipismo (Reitstadion Olympische Sommerspiele 2016)